# Tucson Sidewinders
De Tucson Sidewinders is een Minor league baseballteam uit Tucson, Arizona. Ze spelen in de Southern Division van de Pacific Conference van de Pacific Coast League. Hun stadion heet Tucson Electric Park. Ze zijn verwant aan de Arizona Diamondsback.